# Dicziunari Rumantsch Grischun
Dicziunari Rumantsch Grischun (zkratka DRG) je největší slovník rétorománského jazyka. Vznikl v roce 1904 na základě iniciativy indoevropeisty Roberta von Planta a společnosti Societad Retorumantscha.